# Antonov An-32

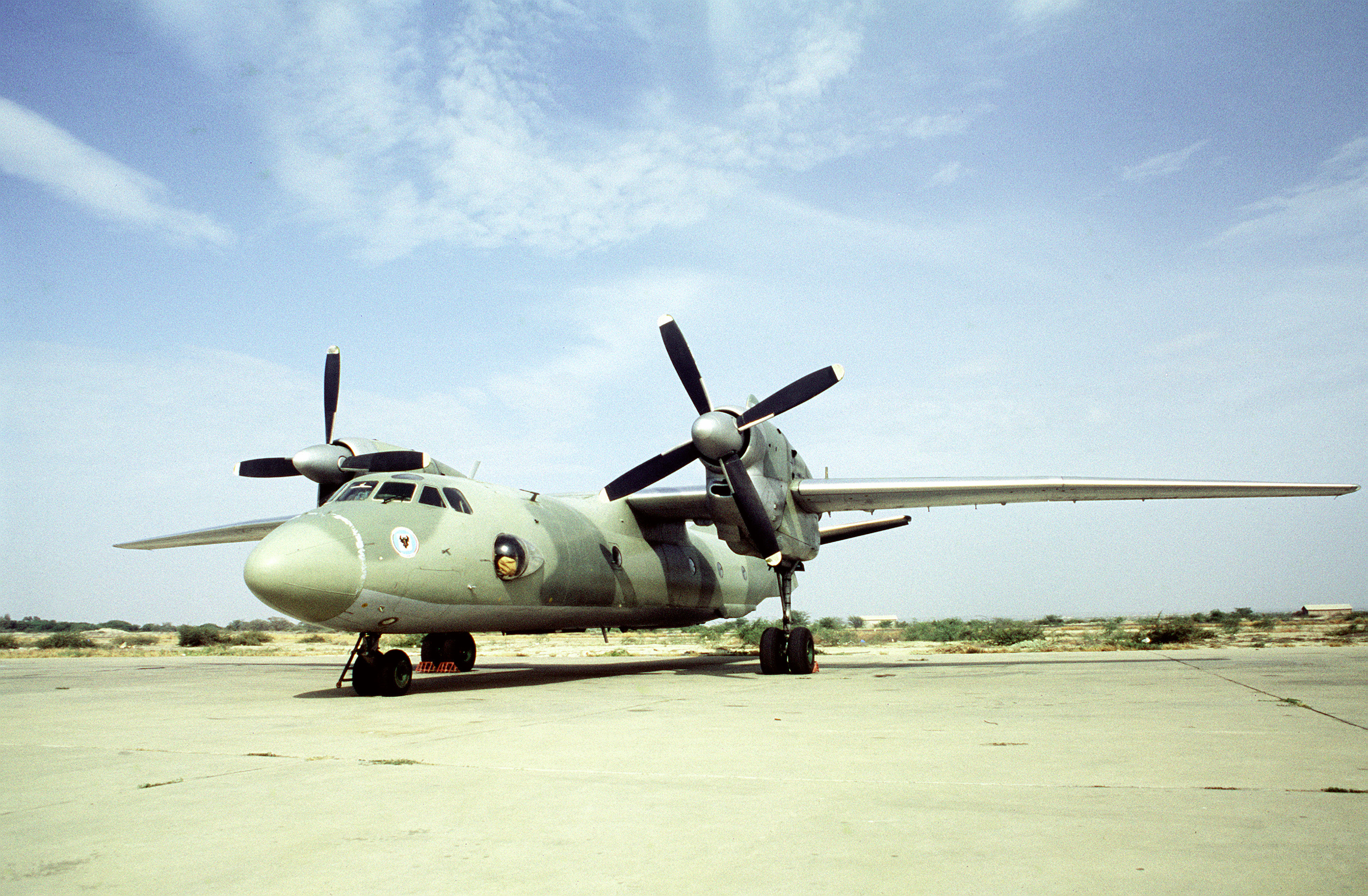
An-32B van de Peruviaanse luchtmacht anno 1989.

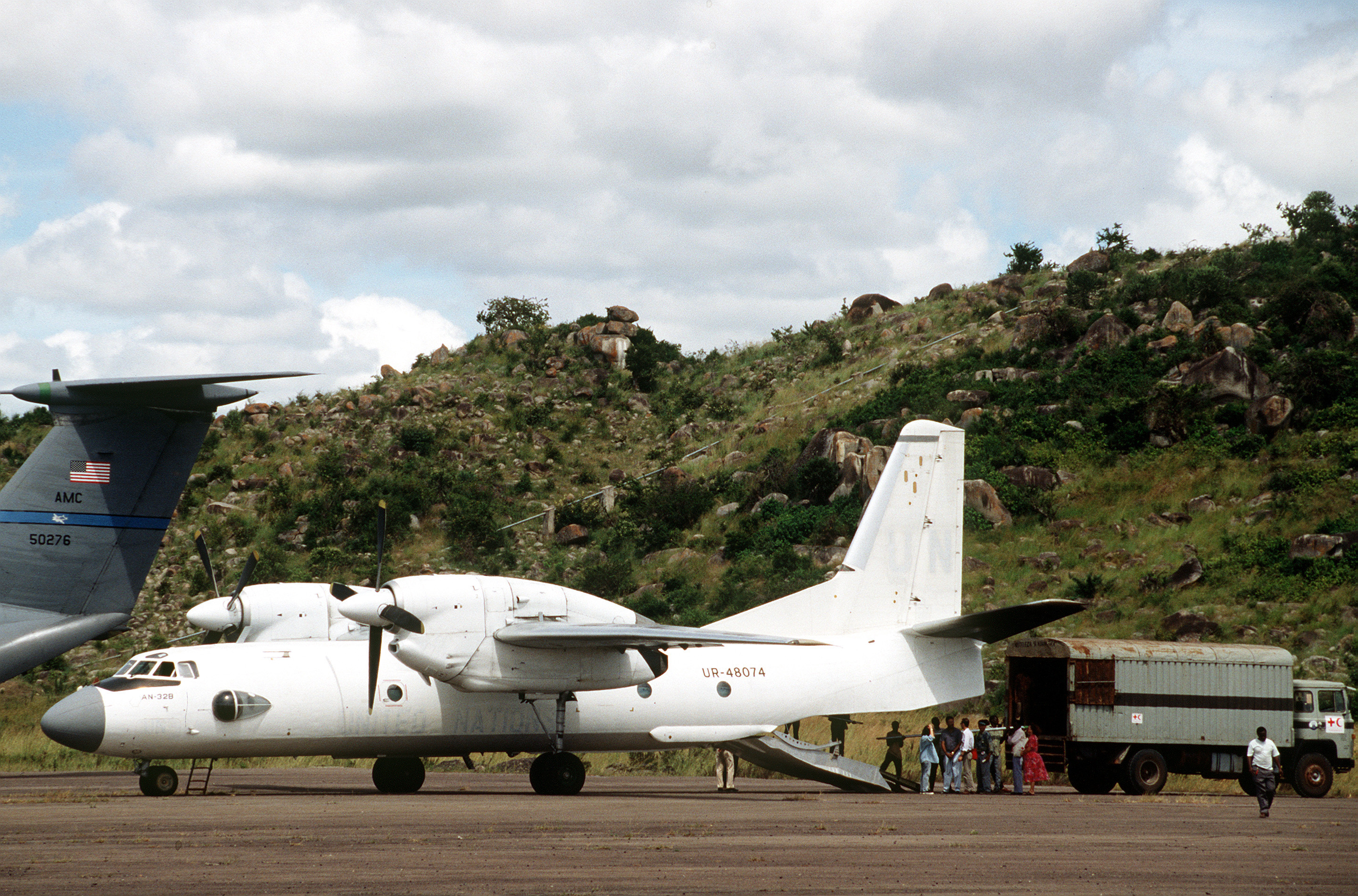
An-32B van de Verenigde Naties in Koeweit anno 1998.

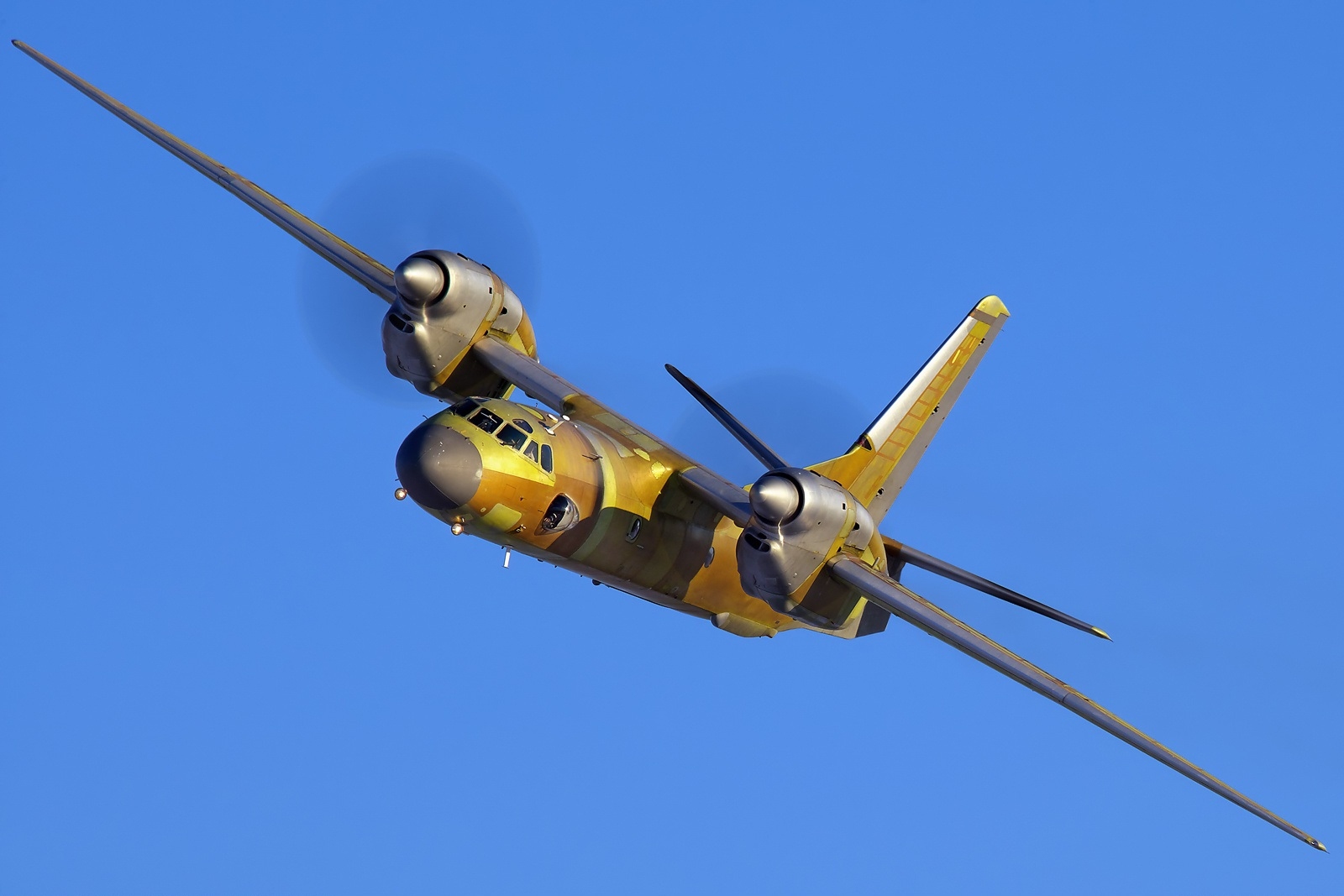
Een An-32 van de Irakese luchtmacht tijdens de vlucht

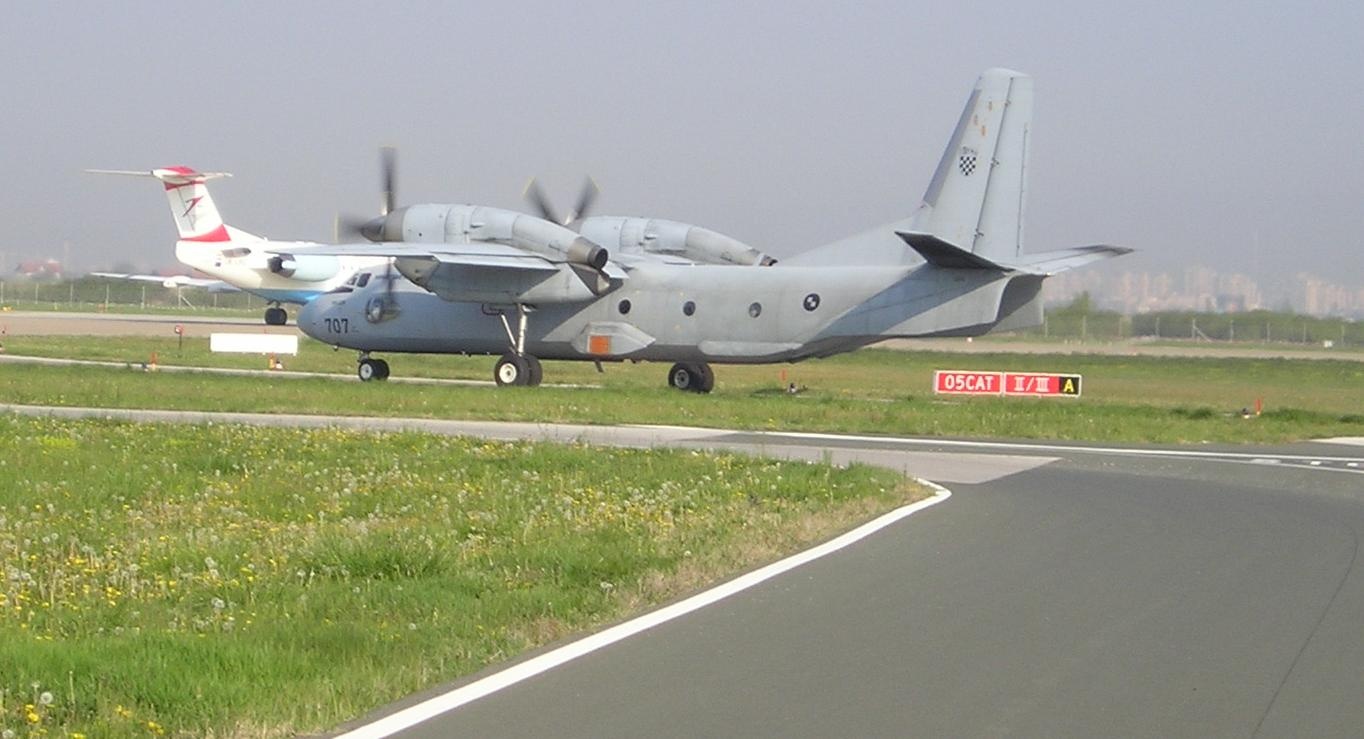
An-32B van de Kroatische luchtmacht anno 2007.

De Antonov An-32 (Russisch: Ан-32) (NAVO-codenaam: Cline) is een tweemotorig transportvliegtuig van de Oekraïense vliegtuigbouwer Antonov.

## Ontwikkeling

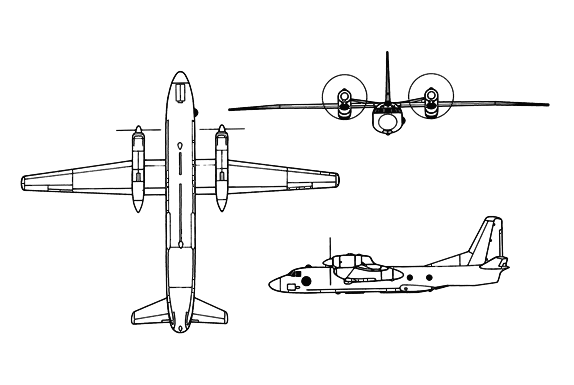
Tekening.

De An-32 was in essentie de voorgaande Antonov An-26 met nieuwe motoren. Die verbetering was bedoeld om in extremer weercondities te kunnen vliegen. De hoge plaatsing van de motoren op de vleugels zorgde ervoor dat propellers met een grotere diameter gemonteerd konden worden. De turboprop-motoren van 5100 pk waren bijna tweemaal zo krachtig als die van de An-26. Dat geeft het vliegtuig een korte aanloop (STOL) en de mogelijkheid om op grote hoogtes en onder tropische temperaturen - waar de lucht heet of dun is - te opereren. De eerste klant van de An-32 was de Indiase luchtmacht dankzij de destijds goede relaties tussen India en de Sovjet-Unie.

## Overige specificaties
Bemanning3
Lengte23,78 m
Laadvolume30 m²
Dimensies laadruimte12,48 × 2,3 x 1,84 m
Dimensies laaddeur2,4 × 1,91 m
Motorvermogen3812 kW
Klimsnelheid6,4 m/s
Minimale startbaanlengte bij maximaal gewicht1360 m
Bereik en verbruik bij maximaal gewicht556 km; 1,7 ton
Stukprijs6 à 9 miljoen USD (2000)

## Varianten
An-32Standaardvariant.
An-32BVerbeterde versie.
An-32PBlusvliegtuig.

## Gebruikers

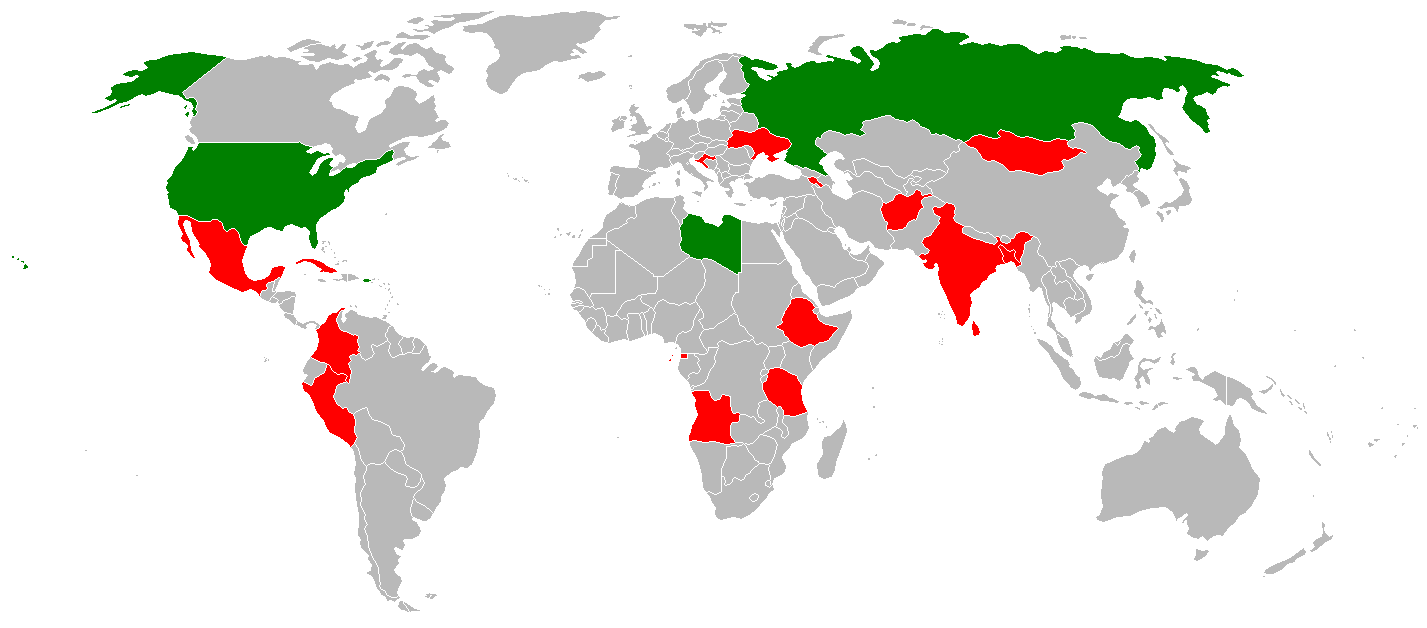
Militaire (rood) en civiele (groen) gebruikers.

AfghanistanZeker zes geleverd aan de Afghaanse luchtmacht vanaf 1987.
 Angola
 Armenië
 Bangladesh
 Colombia
 Ivoorkust
 KroatiëTwee toestellen operationeel. In 2004 gemoderniseerd.
 Equatoriaal-Guinea
 Ethiopië
 GeorgiëVoormalig gebruiker.
 IndiaDe Indiase luchtmacht heeft 119 exemplaren.
 MexicoDe Mexicaanse luchtmacht en Mexicaanse marine gebruikten vroeger het toestel.
 Mongolië
 Peru
 Sri Lanka
 Tanzania
 Oekraïne
 Verenigde StatenGebruikt voor training.